# IGA U.S. Indoor Championships 1995
L'IGA U.S. Indoor Championships 1995 è stato un torneo di tennis giocato sul cemento indoor. 
È stata la 10ª edizione del torneo, che fa parte della categoria Tier III nell'ambito del WTA Tour 1995. 
Si è giocato al The Greens Country Club di Oklahoma City negli USA, dal 13 al 19 febbraio 1995.

## Campionesse

### Singolare
Brenda Schultz ha battuto in finale  Elena Lichovceva con il punteggio di 6–1, 6–2

### Doppio
Nicole Arendt /  Laura Golarsa hanno battuto in finale  Katrina Adams /  Brenda Schultz con il punteggio di 6–4, 6–3